# Bernhard Schineller
Bernhard Schineller (* 25. November 1884 in Bischwind; † 10. Mai 1970 in Schweinfurt) war ein deutscher Politiker.
Schineller besuchte die Volksschule und machte anschließend eine Fortbildung im Verwaltungswesen. In jungen Jahren arbeitete er in der Land- und Forstwirtschaft, als Fabrikarbeiter und Schleifer, im Militärdienst und als Mitarbeiter in der christlichen Arbeiterbewegung. Von 1913 an war er als Beamter des Christlichen Metallarbeiterverbandes Deutschland tätig, später als geschäftsführender Vorsitzender des DGB für den Nord- und Ostgau Franken. Er war Soldat im Ersten Weltkrieg und nach dem Krieg Stadtrat in Schweinfurt. 1924 wurde er zum zweiten Bürgermeister von Schweinfurt ernannt, dieses Amt führte er bis zu seiner Entlassung 1933 aus. Von 1933 bis 1945 arbeitete er als Handels- und Versicherungsvertreter, wurde in dieser Zeit aber auch mehrmals verhaftet. Von 1945 bis 1958 war er Landrat des Landkreises Schweinfurt, von 1947 bis 1958 Mitglied des Bayerischen Senats.